# Ville privée de la République des Deux Nations
Les villes privées de la République des Deux Nations étaient des villes situées sur les terres appartenant à des magnats, des évêques, des chevaliers, des princes, etc.

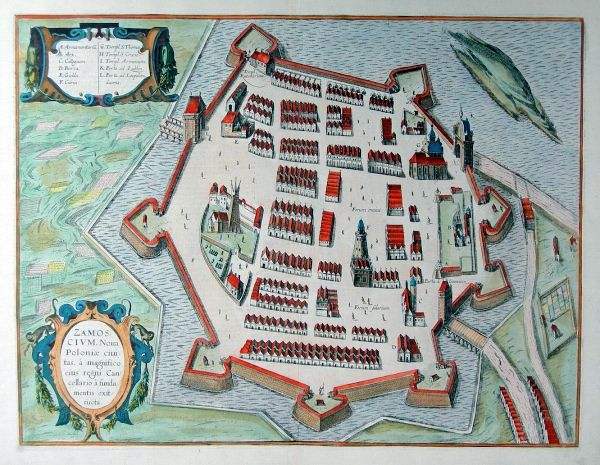
Zamość au XVIIe siècle.

Parmi les villes privées les plus anciennes et les plus connues de la République des Deux Nations ayant appartenu à des magnats figurent Białystok, Zamość, Rzeszów, Puławy, Tarnów, Siedlce, Biała Podlaska, Stanisławów, Tarnopol et Uman. Ces villes contiennent généralement les restes des palais et châteaux des magnats  — à l'exemple du palais Branicki à Białystok, du palais Czartoryski à Puławy, du palais Zamoyski à Zamość, du château Lubomirski à Rzeszów, du palais Radziwiłł à Biała Podlaska, du palais Ogiński à Siedlce, des palais Potocki de Międzyrzec Podlaski, Tulchyn et Vysokaye, du palais Wiśniowiecki à Wiśniowiec, et du château Zbaraski à Zbaraż.
En outre, divers autres monuments ont souvent été bâtis par les propriétaires des villes privées, comme des hôtels de ville, des églises, des monastères, des écoles, des théâtres, etc., certains plutôt uniques, comme le parc maniériste du calvaire de Kalwaria Zebrzydowska et le monastère des Carmélites fortifiés baroques de Berdyczów.
Parmi les anciennes villes épiscopales privées les plus connues figurent Łódź, Kielce, Łowicz, Pabianice et Skierniewice.

## Liste des villes privées
|     | Ville                         | Population (2015), | Propriétaire originel                                 | Pays    | Division administrative      |
| --- | ----------------------------- | ------------------ | ----------------------------------------------------- | ------- | ---------------------------- |
| 1.  | Białystok                     | 295,282            | Famille Branicki Gryf                                 | Pologne | Voïvodie de Podlachie        |
| 2.  | Poltava (Połtawa)             | 294,962            | Maison Wiśniowiecki, Maison Koniecpolski              | Ukraine | Oblast de Poltava            |
| 3.  | Rivne (Równe)                 | 249,639            | Maison Ostrogski, House of Lubomirski                 | Ukraine | Oblast de Rivne              |
| 4.  | Ivano-Frankivsk (Stanisławów) | 228,575            | Famille Potocki                                       | Ukraine | Oblast d'Ivano-Frankivsk     |
| 5.  | Ternopil (Tarnopol)           | 217,773            | Maison Tarnowski, Maison Ostrogski, Famille Zamoyski  | Ukraine | Oblast de Ternopil           |
| 6.  | Rzeszów                       | 183,108            | Maison Lubomirski                                     | Pologne | Voïvodie des Basses-Carpates |
| 7.  | Tarnów                        | 112,120            | Maison Tarnowski                                      | Pologne | Voïvodie de Petite-Pologne   |
| 8.  | Maladzyechna (Mołodeczno)     | 94,686             | Maison Sapieha, Maison Gosiewski, Maison Ogiński      | Belarus | Voblast de Minsk             |
| 9.  | Uman (Humań)                  | 86,451             | Famille Potocki                                       | Ukraine | Oblast de Tcherkassy         |
| 10. | Berdychiv (Berdyczów)         | 77,788             | Famille Tyszkiewicz, Maison Zawisza, Maison Radziwill | Ukraine | Oblast de Jytomyr            |
| 11. | Siedlce                       | 76,347             | Maison Ogiński                                        | Pologne | Voïvodie de Mazovie          |
| 12. | Zhlobin (Żłobin)              | 75,700             | Maison Chodkiewicz, Bona Sforza                       | Belarus | Voblast de Homiel            |
| 13. | Ostrów Wielkopolski           | 72,890             | Maison Przebendowski                                  | Pologne | Voïvodie de Grande-Pologne   |
| 14. | Ostrowiec Świętokrzyski       | 72,277             | Maison Tarnowski                                      | Pologne | Voïvodie de Sainte-Croix     |
| 15. | Smila (Smiła)                 | 68,618             | Maison Lubomirski                                     | Ukraine | Oblast de Tcherkassy         |
| 16. | Chervonohrad (Krystynopol)    | 67,863             | Maison Potocki                                        | Ukraine | Oblast de Lviv               |
| 17. | Kalush (Kałusz)               | 67,631             | Famille Sieniawski                                    | Ukraine | Oblast d'Ivano-Frankivsk     |
| 18. | Zamość                        | 65,255             | Maison Zamoyski                                       | Pologne | Voïvodie de Lublin           |
| 19. | Leszno                        | 64,589             | Maison Leszczyński, Maison Sułkowski                  | Pologne | Voïvodie de Grande-Pologne   |
| 20. | Zhodzina (Żodzino)            | 63,722             | Maison Radziwill                                      | Belarus | Région de Minsk              |

### Villes privées appartenant au clergé
|     | Ville                   | Population (2015) | Propriétaire originel    | Pays (2023) | Division administrative (2023) |
| --- | ----------------------- | ----------------- | ------------------------ | ----------- | ------------------------------ |
| 1.  | Łódź                    | 711,332           | Diocèse de Włocławek     | Pologne     | Voïvodie de Łódź               |
| 2.  | Kielce                  | 199,870           | Archidiocèse de Cracovie | Pologne     | Voïvodie de Sainte-Croix       |
| 3.  | Olsztyn                 | 174,675           | Archidiocèse de Warmie   | Pologne     | Voïvodie de Varmie-Mazurie     |
| 4.  | Włocławek               | 114,885           | Diocèse de Couïavie      | Pologne     | Voïvodie de Couïavie-Poméranie |
| 5.  | Suwałki                 | 69,317            | Ordre camaldule          | Pologne     | Voïvodie de Podlachie          |
| 6.  | Pabianice               | 67,688            | Diocèse de Cracovie      | Poland      | Voïvodie de Łódź               |
| 7.  | Skierniewice            | 48,634            | Archidiocèse de Gniezno  | Pologne     | Voïvodie de Łódź               |
| 8.  | Fastiv (Fastów)         | 47,869            | Diocèse de Kiev-Jytomyr  | Ukraine     | Oblast de Kiev                 |
| 9.  | Marijampolė (Mariampol) | 38,345            | Marianistes polonais     | Lituanie    | Apskritis de Marijampolė       |
| 10. | Czeladź                 | 32,940            | Diocèse de Cracovie      | Pologne     | Voïvodie de Silésie            |

## Galerie

Ex- villes privées de la République des Deux Nations figurant parmi les sites du patrimoine mondial de l'UNESCO
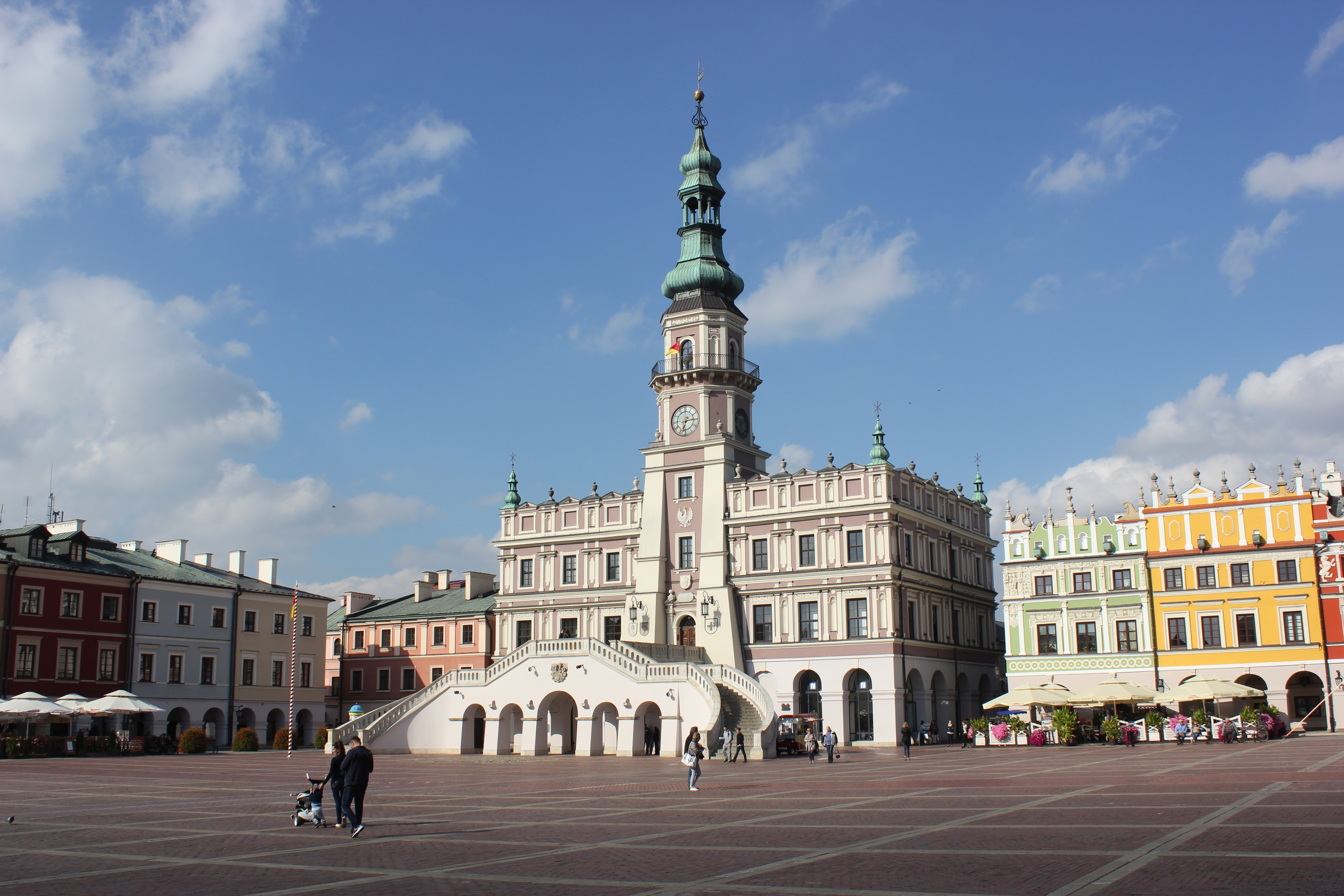
Vieille ville de Zamość ;
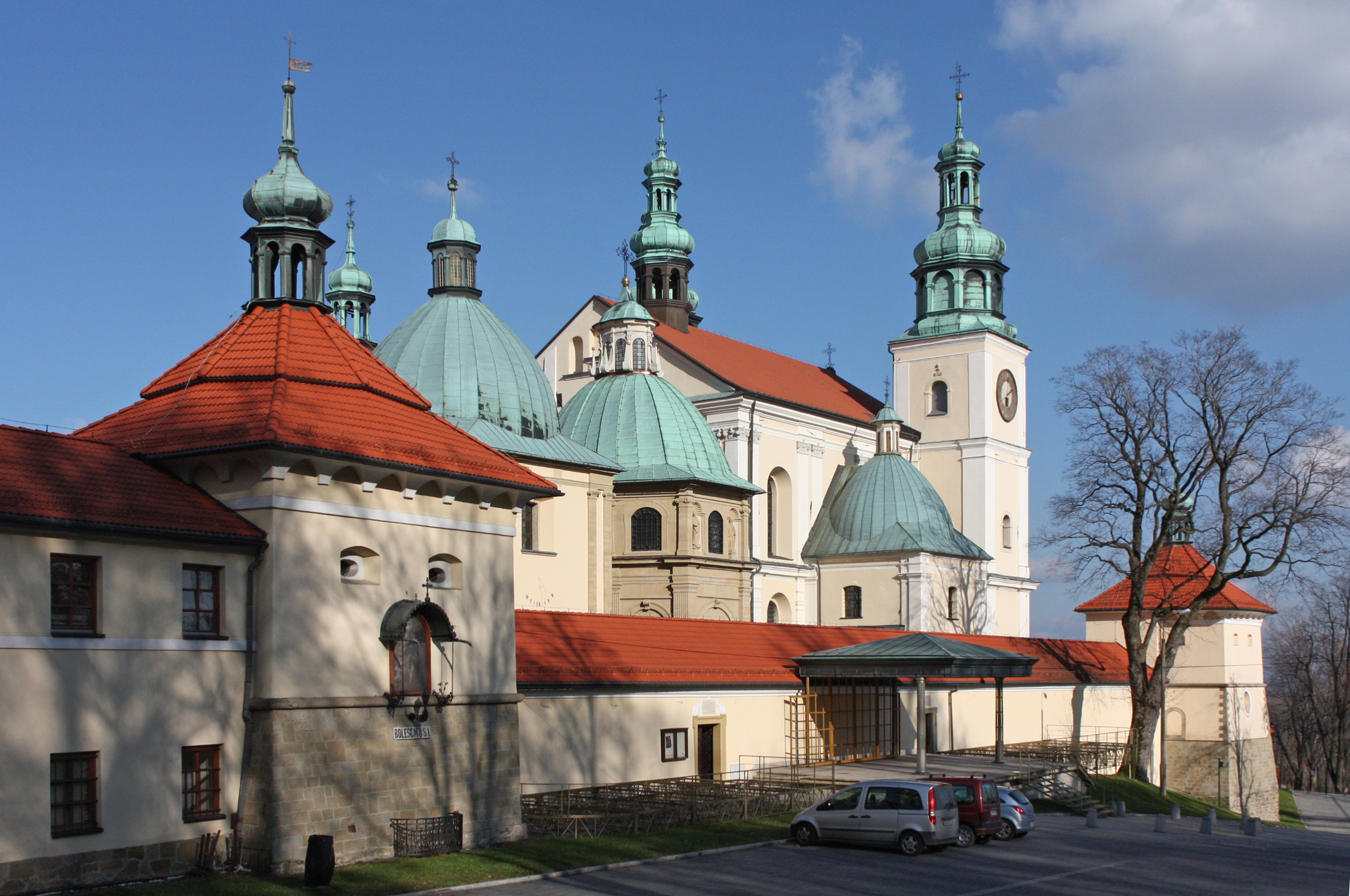
Sanctuaire de Kalwaria Zebrzydowska ;
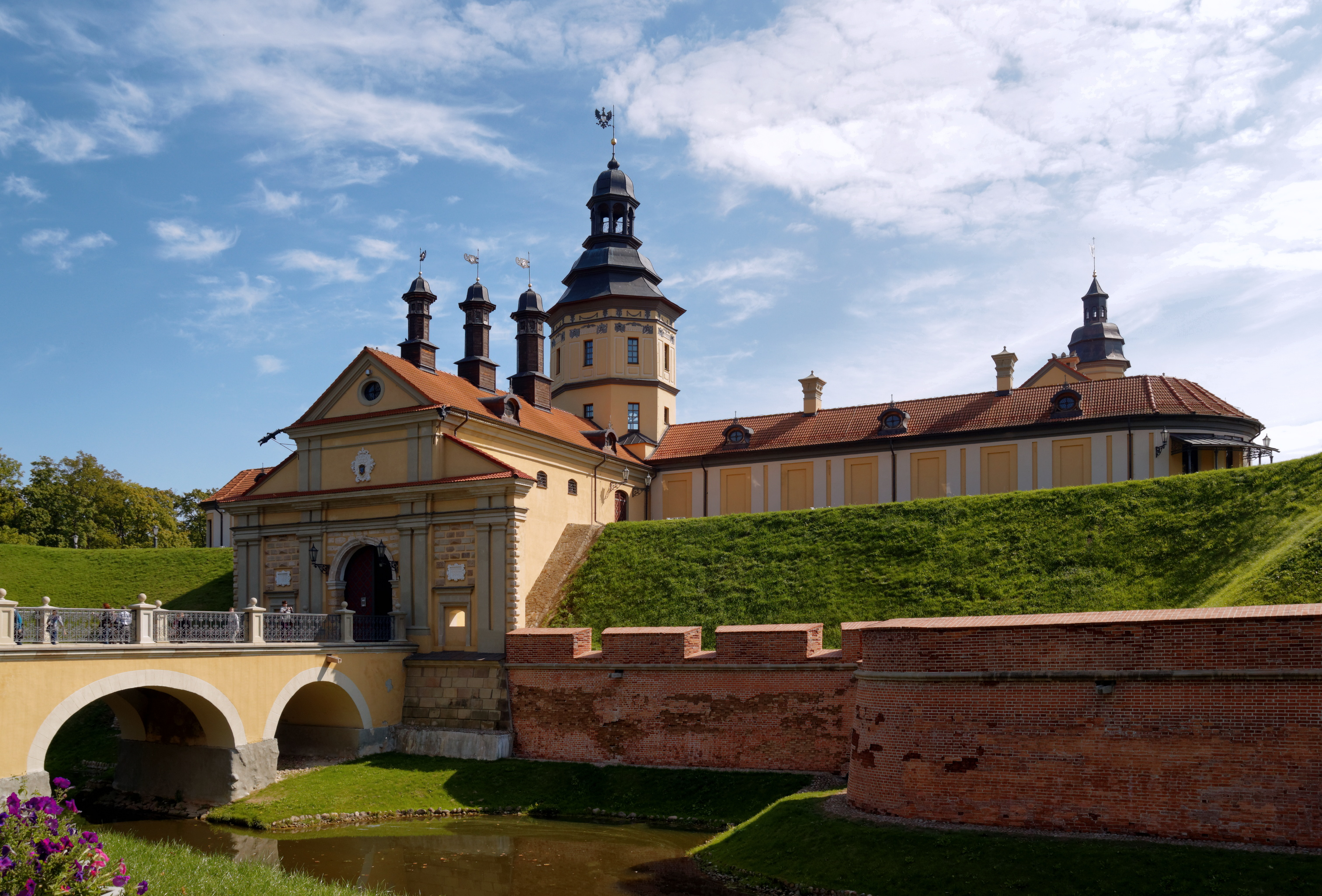
Château de Niasvij ;
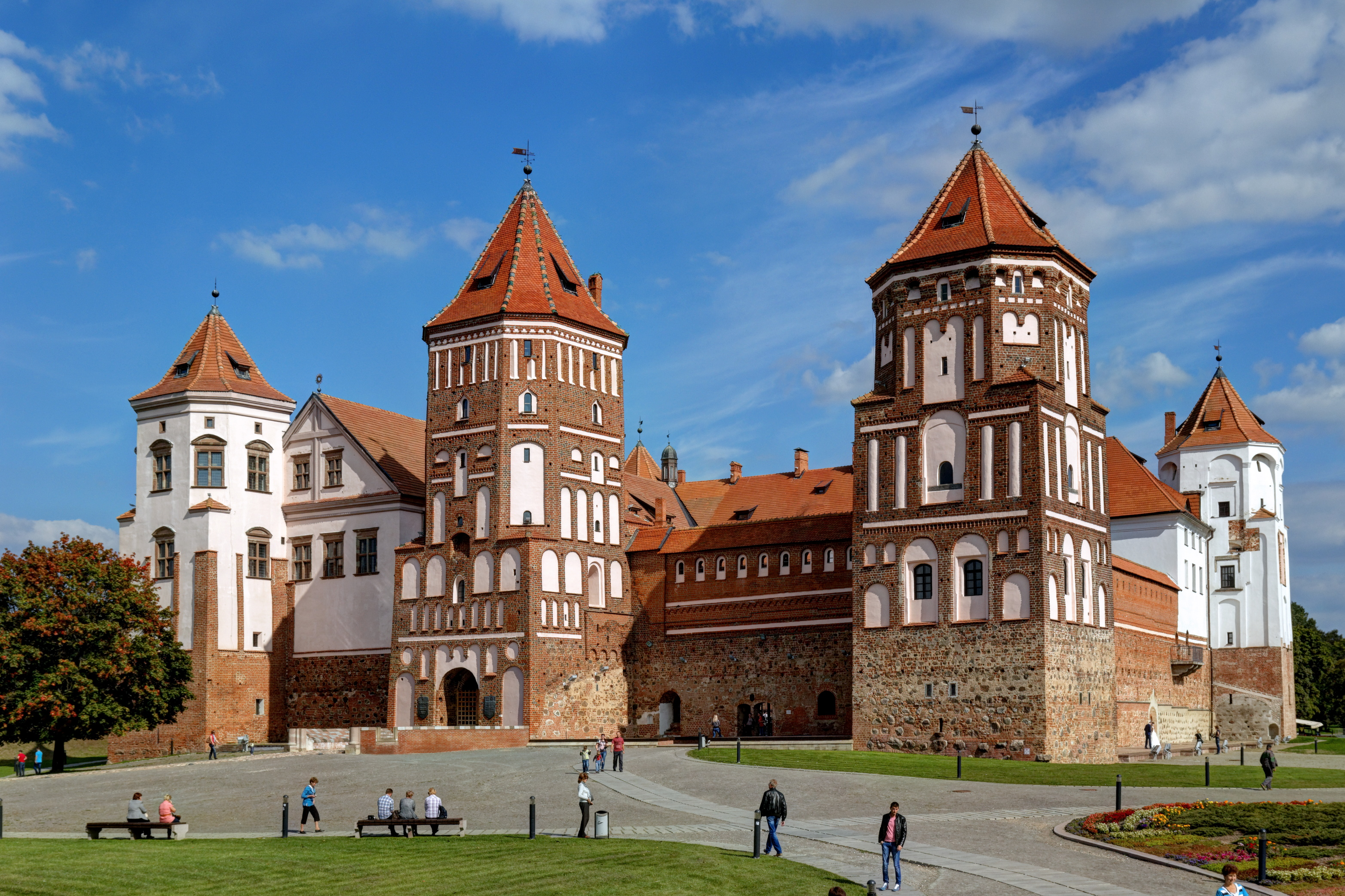
Ensemble du château de Mir ;
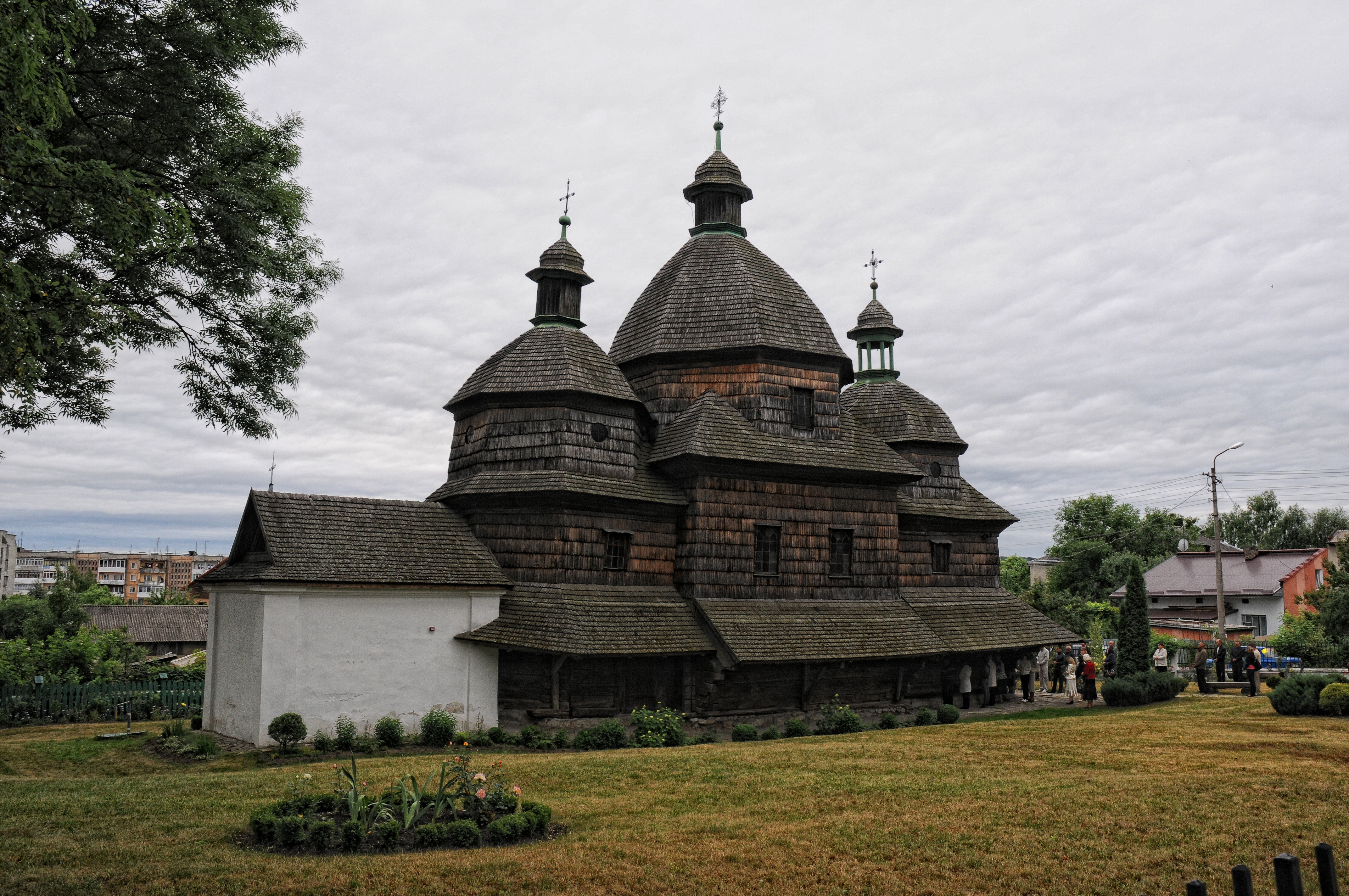
Église de la Sainte-Trinité de Jovkva.

Anciennes demeures nobles dans des villes privées
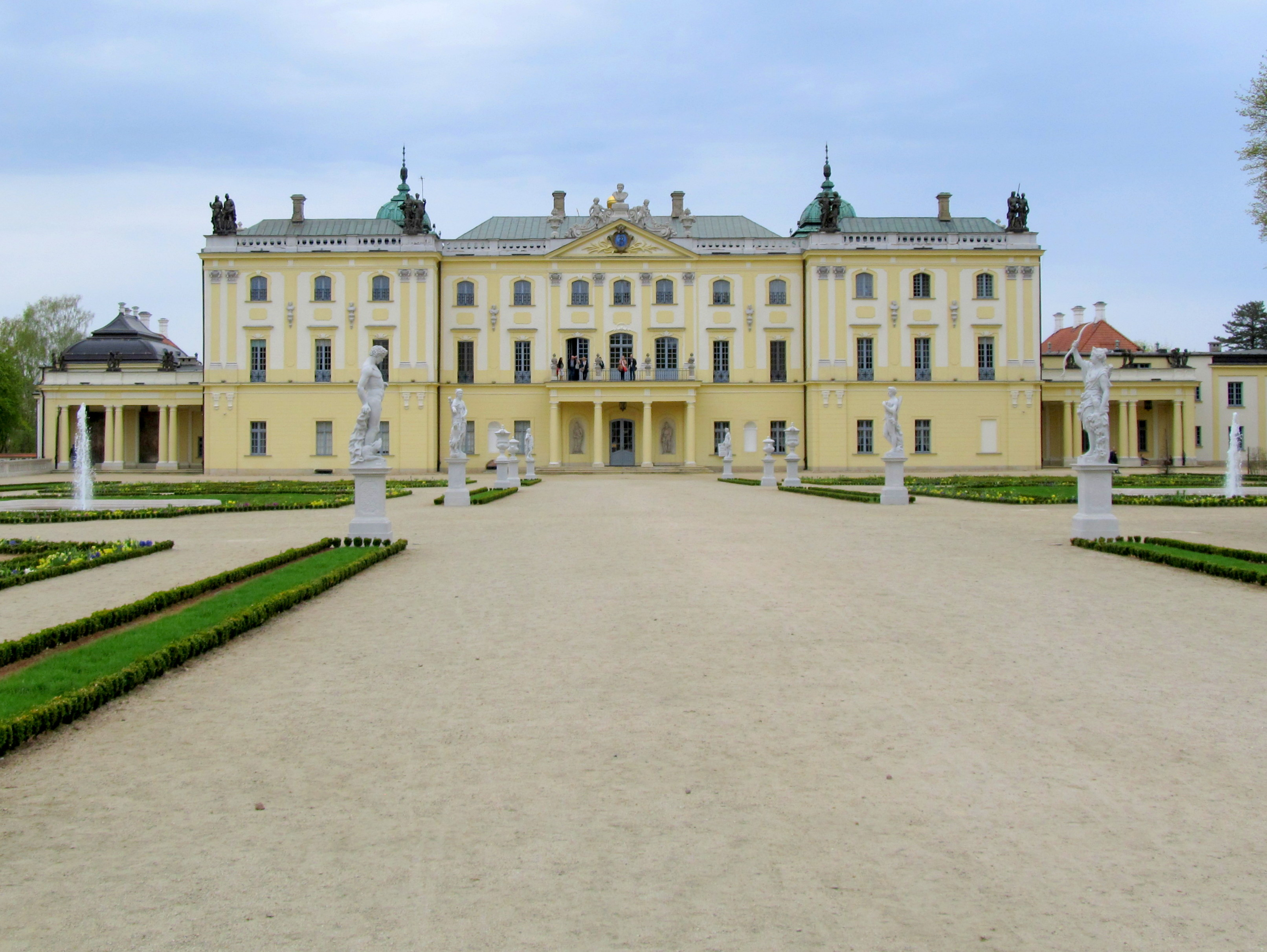
Palais Branicki, Białystok ;
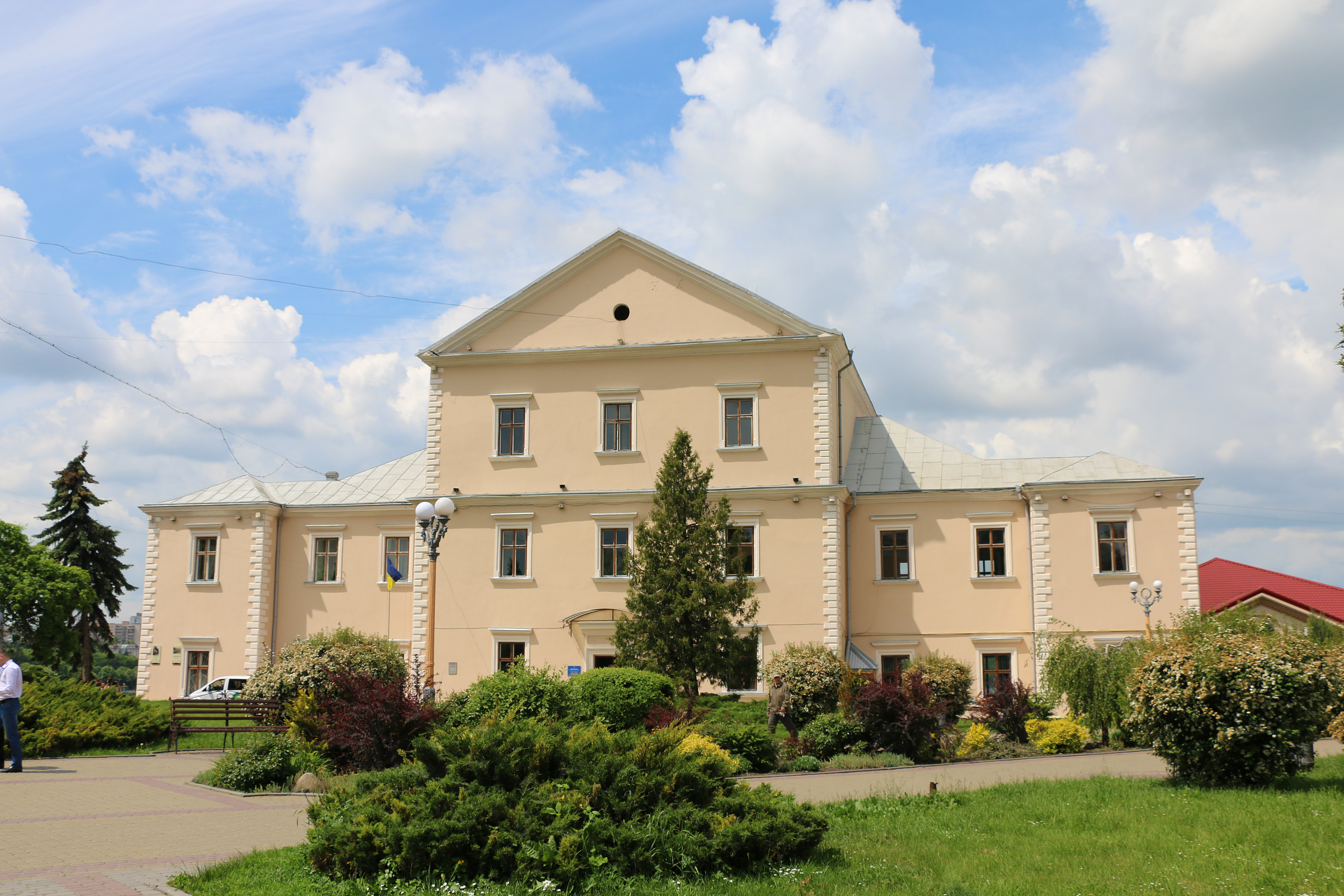
Château de Tarnowski, Ternopil ;
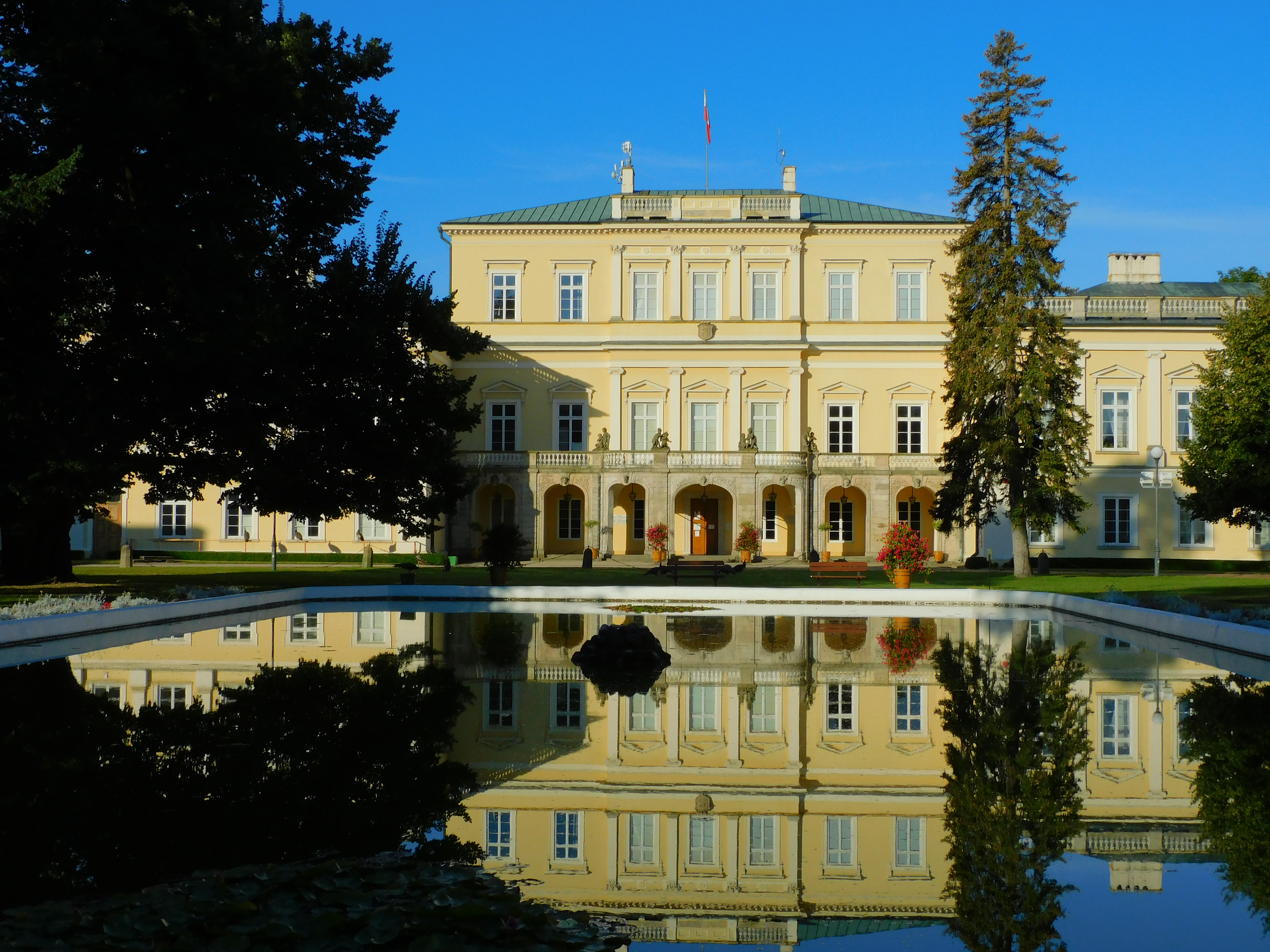
Palais Czartoryski, Puławy ;
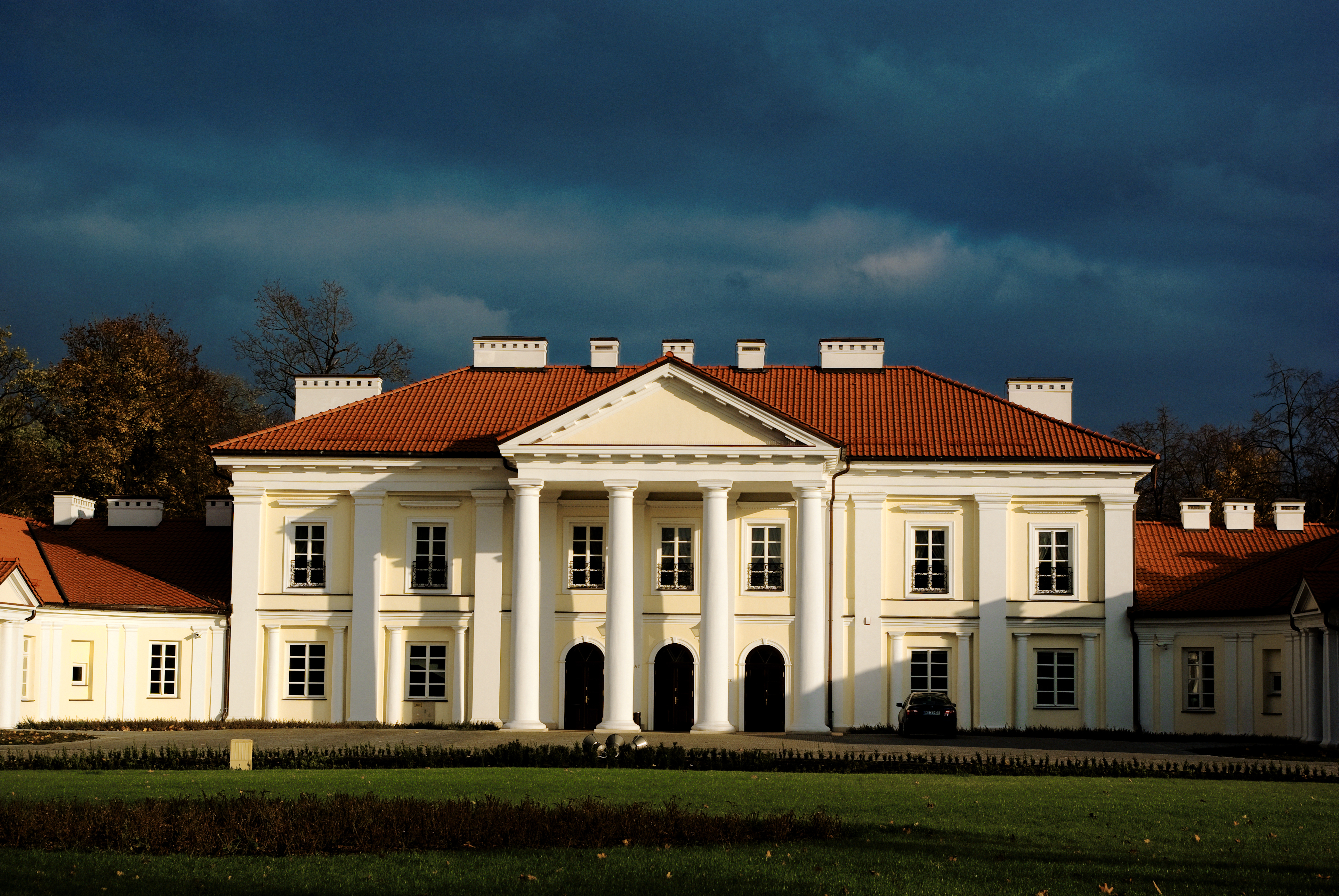
Palais Ogiński, Siedlce
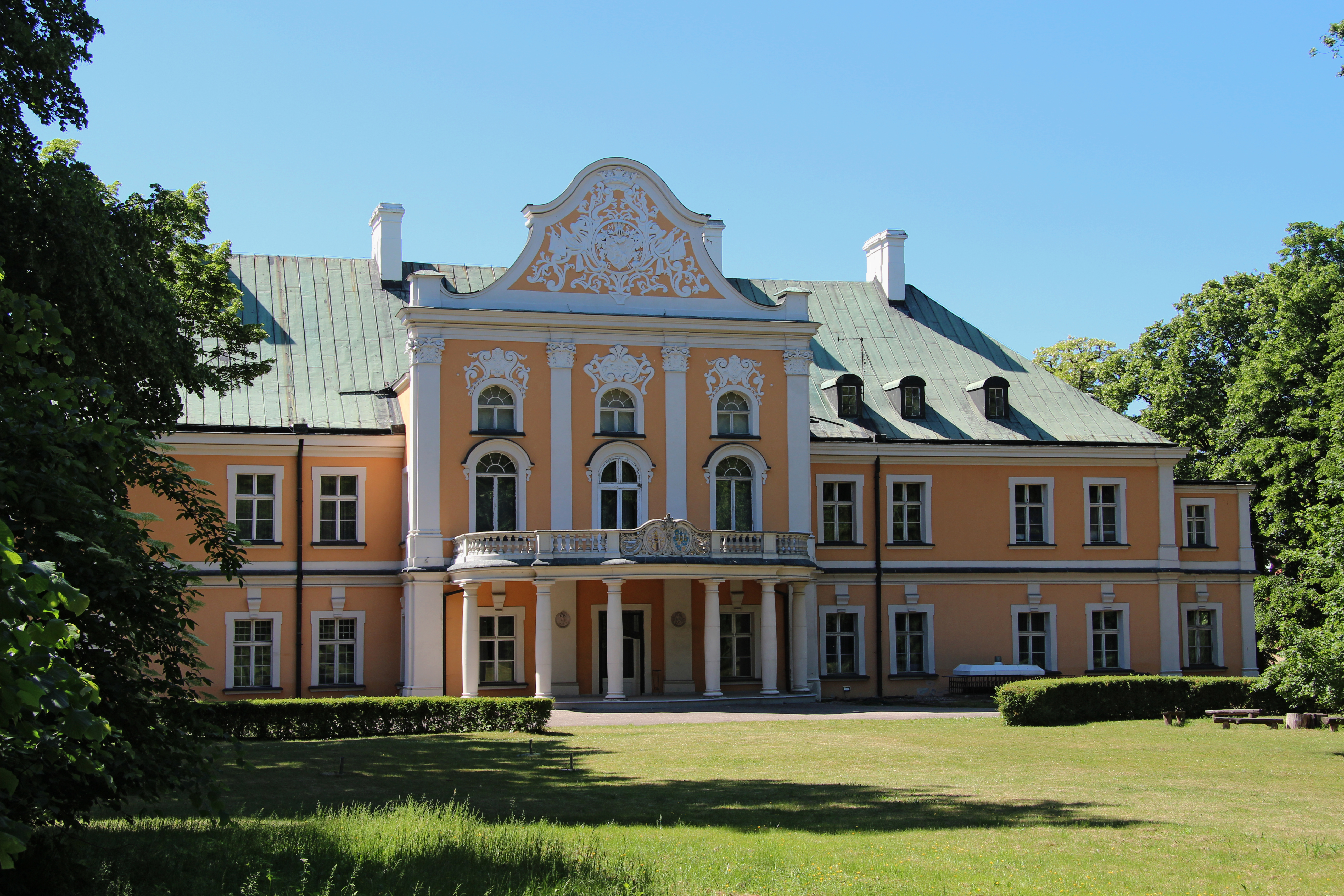
Palais Szołdrski, Czempiń.

Anciennes résidences du clergé dans les villes privées cléricales
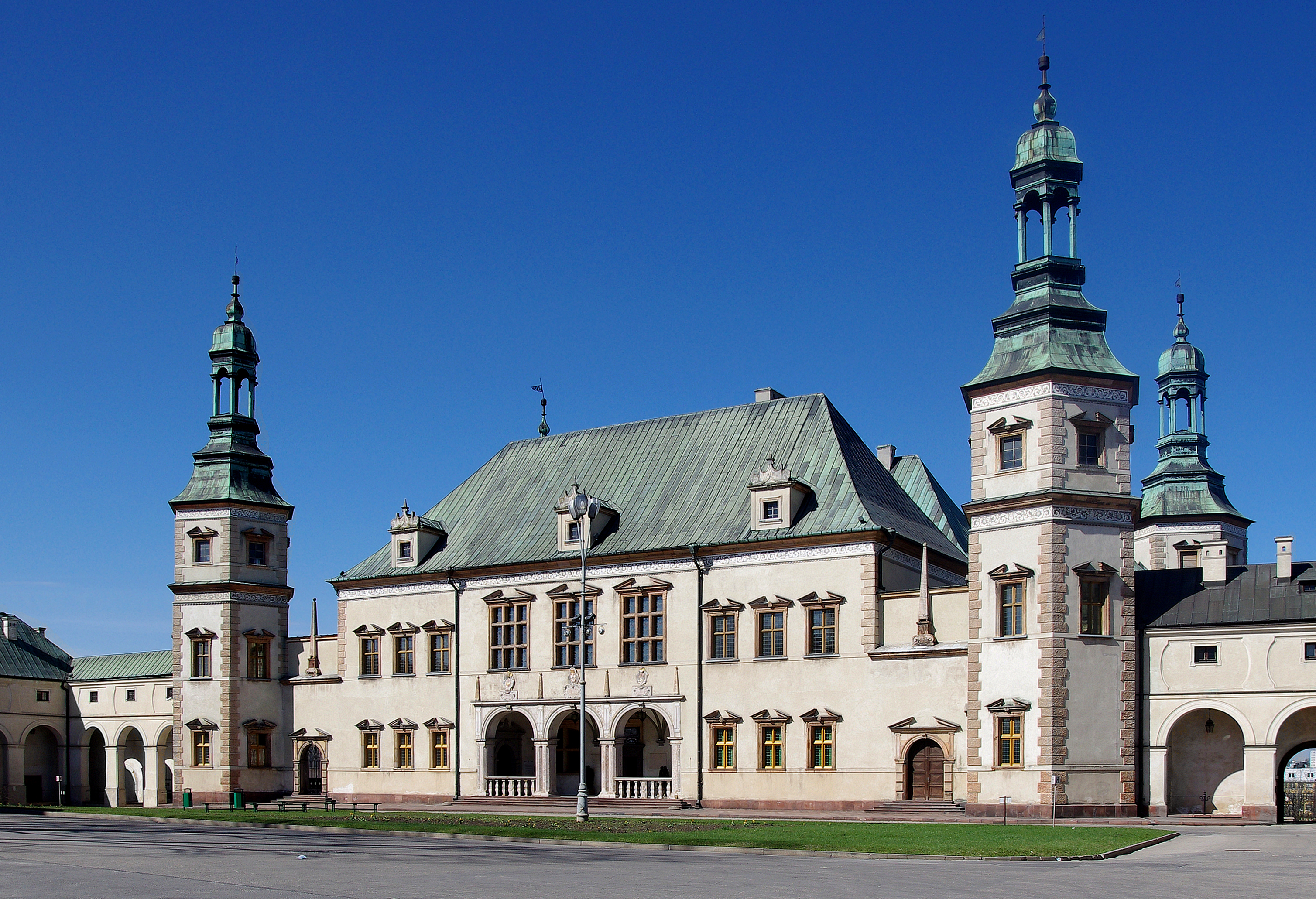
Palais des évêques de Cracovie, Kielce ;
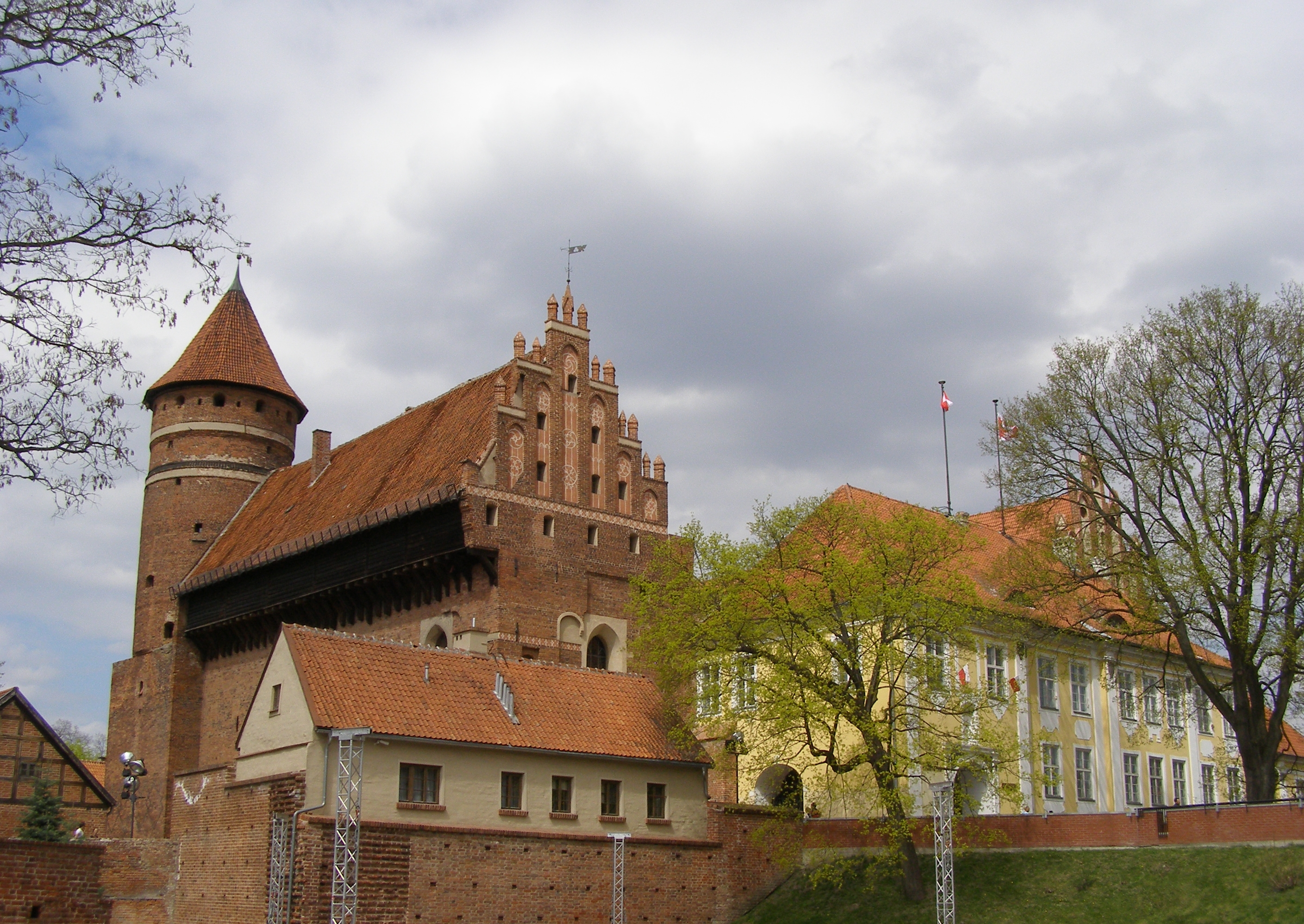
Château du chapitre de la cathédrale de Varmie, Olsztyn ;
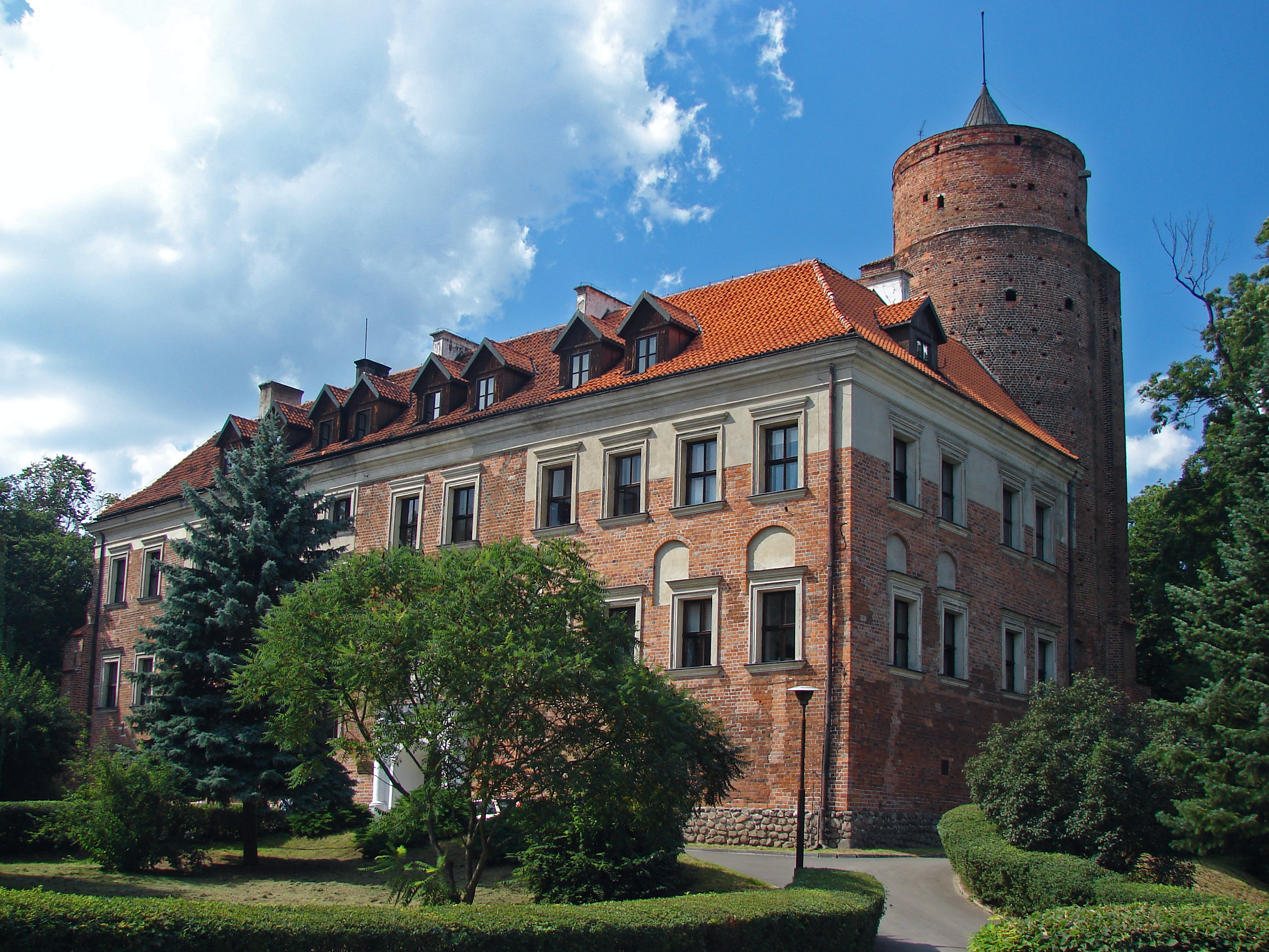
Château des archevêques de Gniezno, Uniejów ;
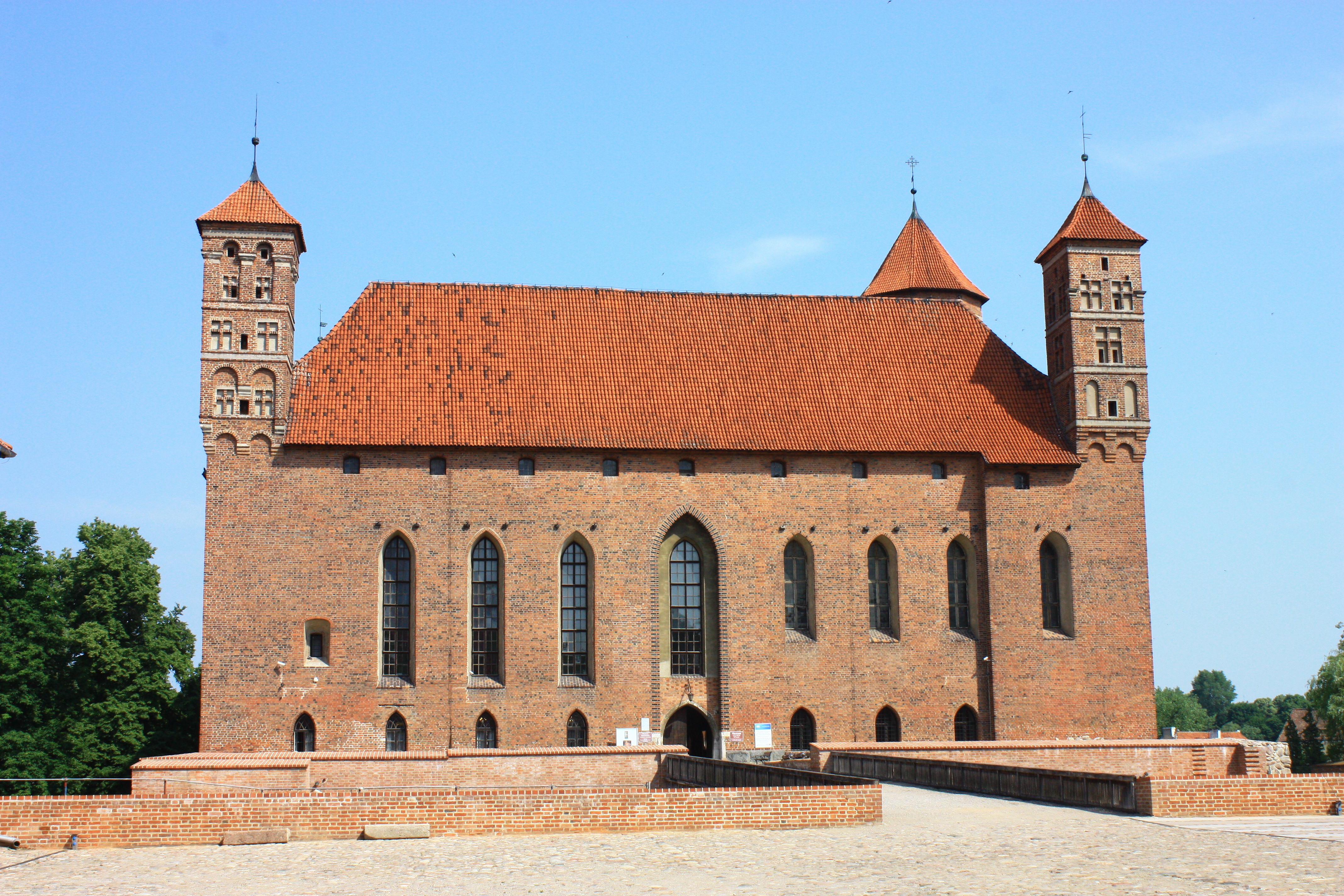
Château des évêques de Warmie, Lidzbark Warmiński ;
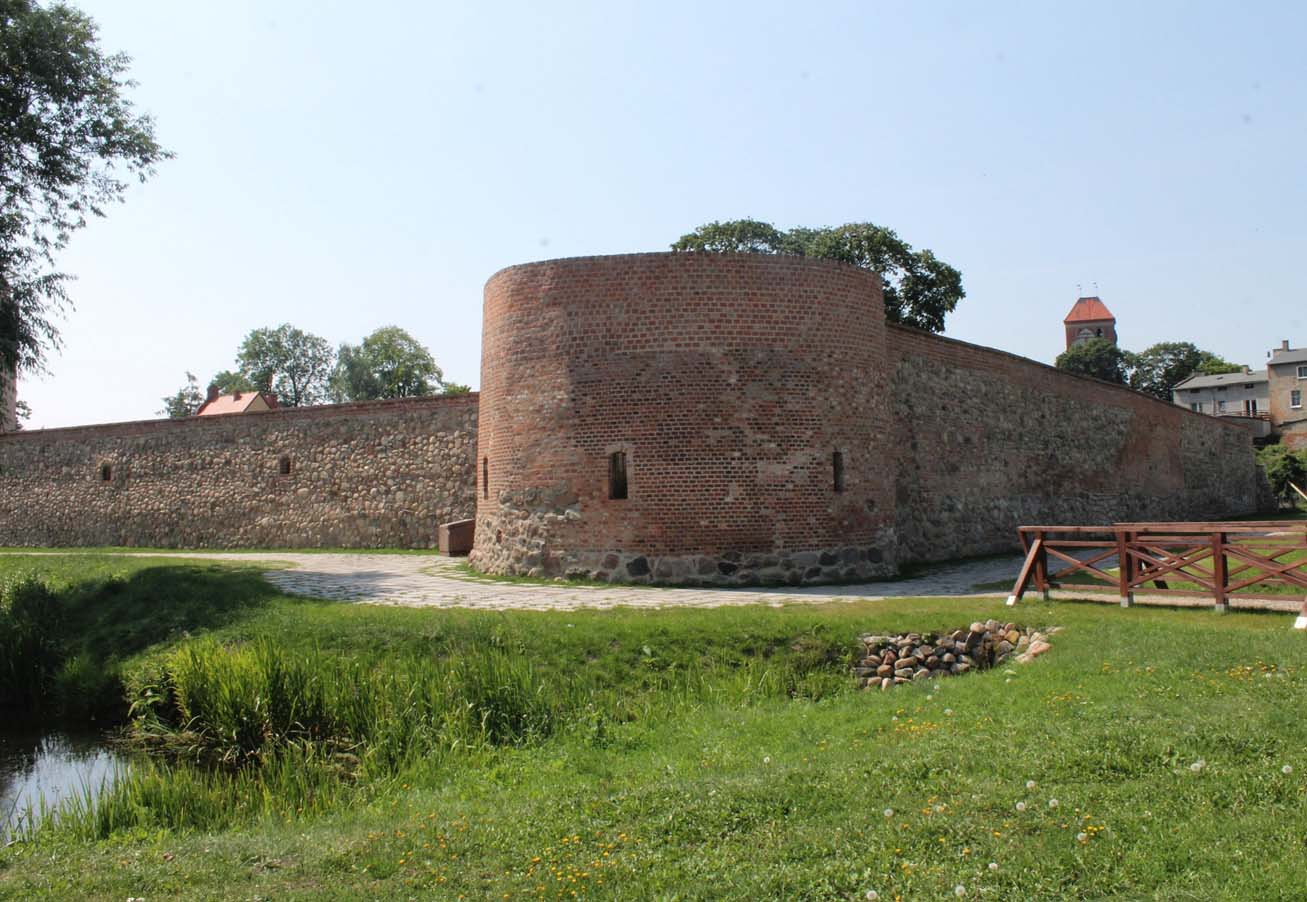
Château des évêques de Chełmno, Lubawa.